# Kleiner Silberner Fruchtvampir

Skizze des Verbreitungsgebiets, jedoch wird das gesamte östliche Amazonasbecken bewohnt

Der im nördlichen und östlichen Südamerika verbreitete Kleine Silberne Fruchtvampir (Artibeus gnomus) ist ein Fledertier in der Familie der Blattnasen. Die Population wurde zeitweilig in Artibeus pumilo eingefügt, das seinerseits in neueren Abhandlungen ein Synonym des Gemeinen Silbernen Fruchtvampirs (Artibeus glaucus) ist. Die Art ist ein Mitglied der Untergattung Dermanura, die in einer Studie von 2009 als Gattung anerkannt wird.

## Merkmale
Wie der Name andeutet, ist die schwanzlose Art mit einer Kopf-Rumpf-Länge von 44 bis 54 mm, einer Unterarmlänge von 34 bis 38 mm und mit einem Gewicht von 8 bis 13 g eine sehr kleine Fledermaus. Es kommen 9 bis 10 mm lange Hinterfüße und 14 bis 19 mm lange Ohren vor. Die Haare der Oberseite sind an den Wurzeln hell, im mittleren Bereich hell- bis dunkelgrau und hellbraun an den Spitzen, was ein silbergraues bis dunkelbraunes Aussehen erzeugt. Auf der Unterseite ist helleres Fell vorhanden. Auffällig sind die scharf abgegrenzten senkrechten weißen Striche im Gesicht. Das Nasenblatt besteht aus einer hufeisenförmigen Grundform und einem blattartigen Aufsatz. Es ist, ebenso wie die Ohren, bräunlich mit gelben Kanten. Das Fell setzt sich auf der Oberseite der Unterarme fort. Der Kleine Silberne Fruchtvampir hat schwarze Flughäute. Pro Kieferhälfte sind 2 Schneidezähne, ein Eckzahn, zwei Prämolaren und zwei Molaren vorhanden, was 28 Zähne im Gebiss ergibt.

## Verbreitung
Diese Fledermaus lebt im Amazonasbecken in Brasilien und in der Region Guyanas sowie in angrenzenden Gebieten von Bolivien, Peru, Ecuador, Kolumbien und Venezuela. Im südöstlichen Brasilien wird der Bundesstaat Espírito Santo erreicht. Die Exemplare halten sich im Flach- und Hügelland bis 800 Meter Höhe auf. Sie bewohnen tropische Regenwälder, Wolken- und Nebelwälder und laubabwerfende Wälder und besuchen Plantagen.

## Lebensweise
Gruppen von zwei bis acht Individuen ruhen unter Blättern von Monstera lechleriana, Bananenstauden oder Palmen. Eine Veränderung der Blätter zu einer zeltartigen Form wird für möglich gehalten. Die Nahrung besteht aus Feigen, Früchten von Ameisenbäumen und anderen Früchten sowie Insekten. Funde von trächtigen Weibchen und Weibchen mit aktiven Milchdrüsen sind aus unterschiedlichen Monaten und Regionen bekannt. Vermutlich gibt es pro Jahr zwei Paarungszeiten.

## Gefährdung
Regional wirken sich Waldrodungen negativ aus. Die geringe Bekanntheit beruht anscheinend auf der Lebensweise in Baumkronen. Die IUCN listet die Art aufgrund der weiten Verbreitung und des guten Anpassungsvermögens als nicht gefährdet (least concern).